# Éljen a Magyar!

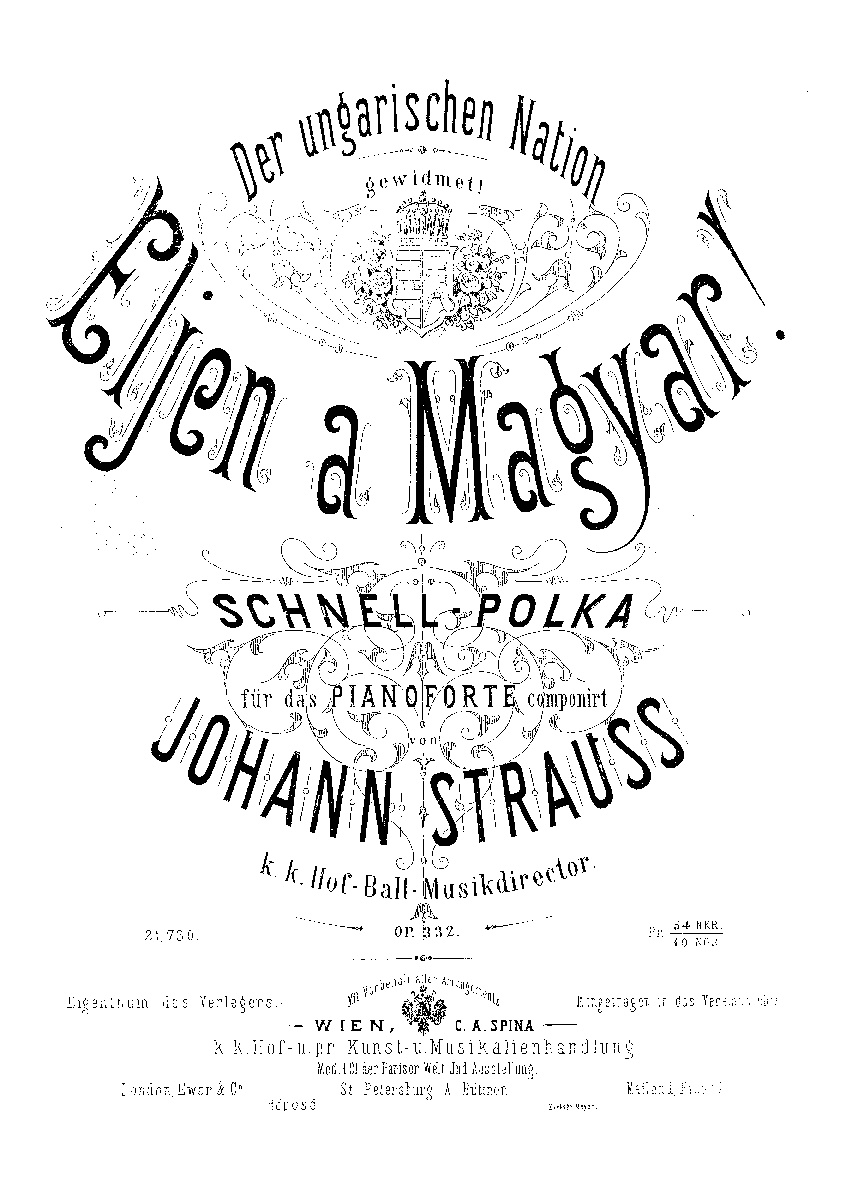
Framsida till klaverutdraget av Éljen a Magyar!.

Éljen a Magyar!, op. 332, är en polka av Johann Strauss den yngre. Den framfördes första gången den 16 mars 1869 i Redouten-Saal i Budapest.

## Historia
Så snart karnevalssäsongen i Wien var över började Johann och brodern Josef Strauss att förbereda för deras gemensamma konsertsäsong i Pavlovsk (utanför Sankt Petersburg) mellan 9 maj och 19 oktober. Men innan avfärd återstod några konsertengagemang, däribland en resa till den ungerska staden Pest vid floden Donau. Förutom Johann och Josef medföljde även den tredje brodern Eduard Strauss. Resan sammanföll med invigningen av den nybyggda Redouten-Saal och bröderna Strauss hade organiserat två konserter där den 16 och 17 mars. Det var vid den första av dessa konserter som Johann dirigerade sin snabbpolka Éljen a Magyar! (Länge leve Ungern!), komponerad och tillägnad "den ungerska nationen". Ända sedan han startade sin karriär hade Ungern och det ungerska folket betytt något extra för Strauss. Vid konserten sjöng även Budapest Manskör och verket fick tas om flera gånger. I slutet av verket hörs ett fritt citat av "Rákóczi March", vilken Hector Berlioz tidigare hade använt i sin La Damnation de Faust (Fausts fördömelse), men som ursprungligen härrör från den patriotiska sången "Rákóczi-nóta".
Det nationalistiska evenemanget var politiskt menat och ska ses med bakgrund till den Österrikisk-ungerska kompromissen två år innan. Från Strauss sida handlade det om ett ställningstagande (dock aldrig officiellt) för Ungern och en demonstration mot Österrike och kejsarhuset, som för övrigt också uppskattade verket.

## Om polkan
Speltiden är ca 2 minuter och 50 sekunder plus minus några sekunder beroende på dirigentens musikaliska tolkning.